# اینر جوهانسون
اینر باینکمپ جوهانسون (متولد۷ مارس ۱۹۲۲ - مرگ ۲۸ سپتامبر ۲۰۰۱) مورخ هنر، استاد هنر، نویسنده و کارگردان فیلم مستند دانمارکی بود. وی همچنین برنده مدال ان ال هوین در تاریخ ۱۹۹۸ بود.

## اوایل زندگی
اینر باینکمپ جوهانسون در تاریخ ۱۹۲۲ در کپنهاگ متولد شد. وی فرزند یک مهاجر سوئدی (که در تاریخ۱۹۲۷ تابعیت دانمارکی شد)، اکسل رابرت جوهانسون، (زاده ۱۴) بود. ژوئن ۱۸۹۷ - فوت۲۵ ژانویه ۱۹۶۸; کپنهاگ) از فوروبی، اسمالند، و مادری دانمارکی، مارگارت هانسین هانسن (زاده۲۲ آوریل ۱۸۸۰ - فوت ۲۶ ژانویه ۱۹۵۲ در کپنهاگ)، از اسکیبی.

## حرفه
جوهانسون در تاریخ ۱۹۵۶ استاد هنر خود را در زمینه تاریخ هنر دریافت نمود. در تاریخ ۱۹۶۷ به عنوان تهیه‌کننده تلویزیونی در رادیو دانمارک با ویژگی اش در رشته هنر استخدام شد. وی در این مکان میزبان بعضی از برنامه‌های آخر شب در اساس هنر و فرهنگ بود.
جوهانسون همچنین با بسیاری نمایشگاه به مجموعه هیرشپرونگ همایت نمود.

## زندگی شخصی
جوهانسون فرزندی به اسم کارستن جوهانسون (زاده ۱۹۴۳) داشت و از طریق او پدربزرگ پدری بازیگران اسکارلت و ونسا جوهانسون و بازیگران هانتر، آدریان و کریستین جوهانسون بود. به سخن اسکارلت، وی کم و بیش هیچ چیز در مورد پدربزرگش نمی‌فهمد. با وجود اینکه او رااز دانمارک تماشا نمود، به دلیل دوری از پدرش، در واقع هرگز او را ملاقات ننمود.

## آثار
جوهانسون بخش زیادی کتاب تاریخی فرهنگی و هنری می‌نوشت. گاهی از آنها … هستند:
- نقاشان دریایی دانمارکی درقن ۱۹ (۱۹۵۱)
- ریچارد مورتنسن (۱۹۶۲)
- اطراف کانالفردیرکشولمز (۱۹۶۴)
- نویسنده آندرسن (۱۹۹۲)
- نقاشان دانمارکی در مریخ (۱۹۹۷)

جوهانسون در تاریخ ۱۹۸۴ جایزه فرهنگ لو را گرفت. وی مدال ان ال هوین را در سال ۱۹۹۸ دریافت نمود.